# ماسدنورج
ماسدنورج (به اسپانیایی: Masdenverge) یک منطقهٔ مسکونی در اسپانیا است که در مونتسیا واقع شده‌است. ماسدنورج ۱۴٫۶ کیلومتر مربع مساحت دارد.